# اسیلیا
اسیلیا (به ایتالیایی: Acilia) در ایتالیا است که در لاتزیو واقع شده‌است.

## خصوصیات
اسیلیا ۶۶٬۹۳۲ نفر جمعیت دارد و ۵ متر بالاتر از سطح دریا واقع شده‌است.